# Mîrutîn, Slavuta
Mîrutîn (în ucraineană Мирутин) este localitatea de reședință a comunei Mîrutîn din raionul Slavuta, regiunea Hmelnîțkîi, Ucraina.

## Demografie
Componența lingvistică a localității Mîrutîn
     Ucraineană (97,4%)
     Rusă (2,6%)
Conform recensământului din 2001, majoritatea populației localității Mîrutîn era vorbitoare de ucraineană (97,4%), existând în minoritate și vorbitori de rusă (2,6%).

## Legături externe
- pl Mirutyn în Dicționarul geografic al Regatului Poloniei și al altor țări slave, volum VI (Malczyce — Netreba) 1885

- pl Mirutyn în Dicționarul geografic al Regatului Poloniei și al altor țări slave, volum XV, p. 2 (Januszpol — Wola Justowska)1902